# Jurij Kacaj
Jurij Kacaj, ros. Юрий Кацай (ur. 1955 w Togliatti) – radziecki kierowca wyścigowy.

## Kariera
W latach 1982–1983 był wicemistrzem ZSRR w klasyfikacji samochodów turystycznych. Następnie uczestniczył również w Pucharze Pokoju i Przyjaźni. W 1984 roku zajął dziewiąte miejsce w klasyfikacji Pucharu, został ponadto mistrzem ZSRR. W sezonie 1985 był drugi w Pucharze Pokoju i Przyjaźni. W latach 1986–1987 był wicemistrzem ZSRR. W sezonie 1989 został mistrzem Pucharu Pokoju i Przyjaźni.
Żonaty, ma dwoje dzieci. Porozumiewa się po rosyjsku, angielsku i fińsku.